# 카시아 포포프스카
카시아 포포프스카(폴란드어: Kasia Popowska, 1991년 11월 25일 ~ )는 폴란드의 가수이다.